# Hymenocoleus rotundifolius
Hymenocoleus rotundifolius là một loài thực vật có hoa trong họ Thiến thảo. Loài này được (A.Chev. ex Hepper) Robbr. mô tả khoa học đầu tiên năm 1975.